# Heraclides garleppi
Heraclides garleppi é uma borboleta neotropical da família Papilionidae e subfamília Papilioninae, encontrada na Bolívia, Peru, Região Amazônica do Brasil e Guianas. Foi classificada por Otto Staudinger, com a denominação de Papilio garleppi, em 1892. Suas lagartas provavelmente se alimentam de plantas Rutaceae, pois é rara a informação sobre esta borboleta. Sua espécie-tipo foi coletada na região do Rio Chapare (Bolívia).

## Descrição
Nada se sabe sobre o dimorfismo sexual desta espécie, com apenas espécimes machos coletados. Este possui, visto por cima, envergadura de até 10 centímetros, tom geral castanho enegrecido com uma faixa contínua de um amarelado, característica, cruzando as asas anteriores e posteriores e apenas interrompida por outra faixa de mesma coloração, mais ou menos oval, próxima ao topo das asas anteriores, ou não (na subespécie garleppi). Ocelos de margem superior vermelha podem ser vistos na região interna das asas posteriores, próximos ao abdome do inseto. Possuem ondulação na borda das asas posteriores e um par de caudas espatuladas. O lado de baixo difere por ser mais pálido e amarelado, mostrando uma cadeia de manchas avermelhadas próximas à região central das asas posteriores.

## Hábitos
Considerada espécie em perigo pelo governo do Brasil, as borboletas, em seu habitat, possuem poucas populações existentes, de grande raridade, o que torna seus hábitos pouco conhecidos e estudados. Keith Spalding Brown Junior sugere que H. garleppi possa ser um híbrido entre Heraclides torquatus e Heraclides astyalus, espécies mais comuns e de maior distribuição.

## Subespécies
H. garleppi possui três subespécies:
- Heraclides garleppi garleppi - Descrita por Staudinger em 1892. Nativa da Bolívia.[4]
- Heraclides garleppi interruptus - Descrita por Staudinger em 1892. Nativa do Brasil (Amazonas, Pará)[6] e Peru.
- Heraclides garleppi lecerfi - Descrita por Brown & Lamas em 1994. Nativa das Guianas.[3]